# Sediliopsis riosi
Sediliopsis riosi é uma espécie de gastrópode do gênero Sediliopsis, pertencente a família Pseudomelatomidae.

## Descrição
O comprimento da casca atinge 15 mm.

## Distribuição
Esta espécie ocorre no Oceano Atlântico Sul no Brasil.